# Нісефор Согло
Нісефор Дьєдонне Согло (нар. 29 листопада 1934) — бенінський політичний діяч, прем'єр-міністр країни з 1990 до 1991 року та президент з 1991 до 1996 року. Також займає пост мера міста Котону з 2003 року.

## Біографія
Согло народився в Того. Після здобуття ступеня з права й економіки в Паризькому університеті Согло повернувся до Беніну (на той час країна називалась Дагомея) і зайняв посаду інспектора з фінансів (1965–1967). Після того, як його двоюрідний брат, полковник Крістоф Согло, усунув від влади президента Суру Мігана Апіті, його було призначено на посаду міністра фінансів та економічних справ. Після перевороту 1972 року, коли до влади прийшов Матьє Кереку, він залишив країну та займав посади у таких міжнародних організаціях, як Міжнародний валютний фонд (МВФ) та Світовий банк.
Наприкінці 1980-их, зіткнувшись з невдоволенням економічним розвитком, уряд Кереку погодився на створення національної конференції, яка мала б привести країну до демократії та повернути багатопартійну систему. Конференція запропонувала Нісефору Согло пост прем'єр-міністра, він вступив на посаду 12 березня 1990 року. Конференція також підготувала проект конституції, який було ухвалено на референдумі 2 грудня 1990 року.
На перших загальних багатопартійних президентських виборах Согло зайняв перше місце в першому турі (10 березня 1991), набравши 36,31 % голосів. У другому турі виборів (24 березня) його опонентом був чинний президент Матьє Кереку, тоді Согло здобув 67,73 % голосів виборців і тим самим переміг у виборах. Вступив у посаду 4 квітня 1991.
За рік дружина Нісефора Согло, Розін, створила Партію відродження Беніну, лідером якої 1994 року став її чоловік.
1993 року Согло очолив ленінську делегацію, яка брала участь у першій Токійській міжнародній конференції з розвитку Африки.
За часів свого президентства Согло зосередив зусилля на розвитку економіки країни. Проте економічні реформи, які проводив його уряд, не мали популярності серед населення та спричинили громадські заворушення та падіння популярності президента. Незважаючи на це, його уряд мав повагу за дотримання демократичних принципів та захист прав людини.
Під час президентських виборів 1996 року Согло знову виграв перший тур, але у другому турі поступився Матьє Кереку, набравши 47,51 % голосів виборців. Согло звинувачували у фальсифікаціях, проте ці звинувачення було відкинуто конституційним судом.
Прагнучи повернути собі президентське крісло, Согло брав участь у виборах 2001 року, на яких програв Матьє Кереку, здобувши 27,12 % голосів виборців. Під час виборів 2006 року Согло не міг балотуватись, оскільки досягнув граничного віку (70 років); тому в цих виборах узяв участь його син Легаді як кандидат від Партії Відродження, посівши четверте місце з 8,44 % голосів. Інший його син, Ганіу, також брав участь у виборах, проте він показав дуже поганий результат, набравши тільки 0,17 % голосів.
Нісефор Согло та його партія здобули перемогу на муніципальних виборах у місті Котону у грудні 2002 — січні 2003. 13 лютого 2003 року міська рада обрала Согло на пост мера міста, Того ж дня він склав присягу.
У лютому 2005 року надійшло хибне повідомлення про смерть Согло, коли того було госпіталізовано в Американському шпиталі Парижа, розташованому в Неї-сюр-Сен.
За результатами муніципальних виборів 2008 року Согло було переобрано на пост мера міста Котону.